# Österreichische Zeitschrift für Volkskunde
Die Österreichische Zeitschrift für Volkskunde wurde von Michael Haberlandt und Wilhelm Hein 1895 als Zeitschrift für Österreichische Volkskunde gegründet. Zwischen 1919 und 1944 trug sie den Namen Wiener Zeitschrift für Volkskunde, 1944 bis 1946 wurde sie nicht verlegt. Ab 1947 wird sie als „Neue Serie“ geführt und gezählt. Sie erschien bis 2011 viermal jährlich, seit 2012 in zwei Doppelheften pro Jahr. Herausgegeben wird sie vom Verein für Volkskunde in Wien, welcher mit dem Österreichischen Museum für Volkskunde verbunden ist.
Nach wie vor bemüht sich die Schriftenleitung, das bei der Gründung gesteckte Ziel der Berücksichtigung aller Gebiete der ehemaligen Österreichisch-Ungarischen Monarchie zu gewährleisten. Thematisch reicht die Bandbreite der Themen vom traditionellen Kanon über die materielle und geistige Volkskultur, der Museologie bis hin zu Fragen der Gegenwartsvolkskunde.